# American Book Awards
Ne doit pas être confondu avec Prix Américas.
L'American Book Award a été fondé en 1978 par la Before Columbus Foundation (en). Il cherche à distinguer des auteurs américains contemporains tous genres confondus. Il a été lancé pour concurrencer des prix plus restrictifs comme le National Book Award. Son objectif est de promouvoir la qualité et la diversité de la littérature américaine.

## Liste des lauréats

### 1980 à 1989
1980
- Douglas Woolf pour Future preconditional: A collection
- Edward Dorn pour Hello, La Jolla
- Jayne Cortez pour Mouth on Paper
- Leslie Marmon Silko pour Ceremony
- Mei-mei Berssenbrugge pour Random Possession
- Milton Murayama pour All I Asking for Is My Body
- Quincy Troupe pour Snake Back Solos
- Rudolfo Anaya pour Tortuga, a novel

1981
- Alta pour Shameless Hussy
- Alan Chong Lau pour Songs for Jadina
- Bienvenido N. Santos pour Scent of Apples: A Collection of Stories
- Helen Adam pour Turn Again to Me & Other Poems
- Lionel Mitchell pour Traveling Light
- Miguel Algarín pour On Call
- Nicholasa Mohr pour Felita
- Peter Blue Cloud pour Back Then Tomorrow
- Robert Kelly pour The Time of Voice: Poems 1994–1996
- Rose Drachler pour The Choice
- Susan Howe pour The Liberties
- Toni Cade Bambara pour The Salt Eaters

1982
- Al Young pour Bodies and Soul
- Duane Niatum pour Songs for the Harvester of Dreams: Poems
- E. L. Mayo pour Collected Poems E L Mayo
- Frank Chin pour The Chickencoop Chinaman et The Year of the Dragon
- Hilton Obenzinger pour This Passover or the next, I will never be in Jerusalem
- Him Mark Lai, Genny Lim, Judy Yung pour Island: Poetry and History of Chinese Immigrants on Angel Island, 1910–1940
- Jerome Rothenberg pour Pre-Faces and Other Writings
- Joyce Carol Thomas pour Marked by Fire
- Leroy Quintana pour Paper Dance: 55 Latino Poets
- Lorna Dee Cervantes pour Emplumada
- Ronald Phillip Tanaka pour The Shino Suite: Japanese-American Poetry
- Russell Banks pour  Le Livre de la Jamaïque (Book of Jamaica)
- Tato Laviera pour Enclave

1983
- Barbara Christian pour Black Women Novelists: The Development of a Tradition, 1892–1976
- Cecilia Liang pour Chinese Folk Poetry
- David Lance Goines pour A Constructed Roman Alphabet
- Evangelina Vigil-Piñón pour Thirty: An' Seen a Lot
- Harriet Rohmer pour Legend of Food Mountain: LA Montana Del Alimento
- James D. Houston pour Californians: Searching for the Golden State
- Jessica Tarahata Hagedorn pour Pet food & tropical apparitions
- John A. Williams pour Click Song, a novel
- Joy Kogawa pour Obasan
- Judy Grahn pour The Queen of Wands: Poetry
- Nash Candelaria pour Not by the Sword
- Peter Guralnick pour Lost Highway: Journeys and Arrivals of American Musicians
- Seán Ó Tuama pour An Duanaire Sixteen Hundred to Nineteen Hundred: Poems of the Dispossessed

1984
- Cecil Brown pour Days Without Weather
- Gary Snyder pour Axe Handles: Poems
- Howard Schwartz, Mark Podwal pour The Captive Soul of the Messiah: New Tales About Reb Nachman
- Imamu Amiri Baraka pour Anthology of African American Women: Confirmation Men
- Jesús Colón pour A Puerto Rican in New York, and Other Sketches
- Joseph Bruchac pour Breaking Silence: An Anthology of Contemporary Asian-American Poets
- Maurice Kenny pour The Mama Poems
- Mei-mei Berssenbrugge pour The heat bird
- Miné Okubo pour Citizen 13660
- Paule Marshall pour Praisesong for the Widow
- Ruthanne Lum McCunn, You-shan Tang, Ellen Lai-shan Yeung pour Pie-Biter
- Thomas McGrath pour Echoes inside the labyrinth
- Venkatesh Kulkarni pour Naked in Deccan
- William J. Kennedy pour O Albany!

1985
- Angela Jackson pour Solo in the Box Car Third Floor E
- Arnold Genthe, John Kuo Wei Tchen pour Genthe's Photographs of San Francisco's Old Chinatown
- Colleen J. McElroy pour Queen of the Ebony Isles
- Gary Soto pour Living Up The Street
- Peter Irons pour Justice at War
- Keiho Soga, Taisanboku Mori, Sojin Takei, Muin Ozaki pour Poets Behind Barbed Wire
- Louise Erdrich pour Love Medicine, a novel
- Maureen Owen pour Amelia Earhart
- May Sarton pour At Seventy: A Journal
- Robert Edward Duncan pour Ground Work: Before the War
- Ron Jones pour Say Ray
- Sandra Cisneros pour The House on Mango Street
- Sonia Sanchez pour Homegirls and Handgrenades
- William Oandasan pour Round Valley Songs

1986
- Anna Lee Walters pour The Sun Is Not Merciful: Short Stories
- Cherríe Moraga, Gloria Anzaldúa pour This Bridge Called My Back: Writings by Radical Women of Color
- Helen Barolini pour The Dream Book: An Anthology of Writing by Italian American Women
- Jeff Hannusch pour I Hear You Knockin : The Sound of New Orleans Rhythm and Blues
- Linda Hogan pour Seeing Through the Sun
- Miguel Algarín pour Time's Now/Ya Es Tiempo
- Natasha Borovsky pour A Daughter of the Nobility
- Raymond Federman pour Smiles on Washington Square: A Love Story of Sorts
- Susan Howe pour My Emily Dickinson
- Terence Winch pour Irish Musicians/American Friends
- Toshio Mori pour Yokohama, California

1987
- Ai pour SIN
- Ana Castillo pour The Mixquiahuala Letters
- Cyn Zarco pour Circumnavigations
- Daniel McGuire pour Portrait of Little Boy in darkness
- Dorothy Bryant pour Confessions of Madame Psyche: Memoirs and Letters of Mei-Li Murrow
- Etheridge Knight pour The Essential Etheridge Knight
- Gary Giddins pour Celebrating Bird: The Triumph Of Charlie Parker
- Harvey Pekar pour The New American Splendor Anthology: From Off the Streets of Cleveland
- James Welch pour Comme des ombres sur la terre (Fools Crow)
- John Wieners pour Selected Poems: 1958–1984
- Juan Felipe Herrera pour Face Games
- Lucia Chiavola Birnbaum pour liberazione della donna: feminism in Italy
- Michael Mayo pour Practicing Angels: A Contemporary Anthology of San Francisco Bay Area Poetry
- Septima Poinsette Clark, Cynthia Stokes Brown pour Ready from Within: A First Person Narrative
- Terry McMillan pour Mama

1988
- Allison Blakely pour Russia and the Negro: Blacks in Russian History and Thought
- Charles Olson pour The Collected Poems of Charles Olson: Excluding the Maximus Poems
- Daisy Bates pour The Long Shadow of Little Rock: A Memoir
- David Halberstam pour The Reckoning
- Edward Sanders pour Thirsting for Peace in a Raging Century: Poems 1961–1985
- Gerald Vizenor pour Griever: An American Monkey King in China
- Jimmy Santiago Baca Martin & Meditations on the South Valley
- Kesho Y. Scott, Cherry Muhanji, Egyirba High pour Tight Spaces
- Marlon K. Hom pour Songs of Gold Mountain: Cantonese Rhymes from San Francisco Chinatown
- Benjamin Hoff pour The Singing Creek Where the Willows Grow: The Mystical Nature Diary of Opal Whiteley
- Ronald Sukenick pour Down and in: Life in the Underground
- Salvatore La Puma pour The Boys of Bensonhurst
- Toni Morrison pour Beloved
- Wing Tek Lum, Tek Lum Lum pour Expounding the Doubtful Points

1989
- Alma Luz Villanueva pour The Ultraviolet Sky
- Askia M. Touré pour From the Pyramids to the Projects: Poems of Genocide and Resistance!
- Audre Lorde pour A Burst of Light
- Carolyn Lau pour Wode Shuofa: My Way of Speaking
- Emory Elliott pour Columbia Literary History of the United States
- Eduardo Galeano pour Genesis
- Frank Chin pour The Chinaman Pacific & Frisco R.R. Co.
- Henry Louis Gates pour The Signifying Monkey: A Theory of Afro-American Literary Criticism
- Isabel Allende pour Eva Luna
- J. California Cooper pour Homemade Love
- Jennifer Stone pour Stone's Throw
- Josephine Gattuso Hendin pour The Right Thing to Do
- Leslie Scalapino pour way
- Shuntarō Tanikawa pour Floating the River in Melancholy
- Charles Fanning (en) pour The Exiles of Erin: Nineteenth-Century Irish-American Fiction
- William Minoru Hohri pour Repairing America: An Account of the Movement for Japanese American Redress

### 1990 à 1999
1990
- Adrienne Kennedy pour People Who Led to My Plays
- Barbara Grizzuti Harrison pour Italian Days
- Elizabeth Woody pour Hand into Stone: Poems
- Hualing Nieh pour Mulberry and Peach: Two Women of China
- Itabari Njeri pour Every Good-Bye Ain't Gone
- James M. Freeman pour Hearts of Sorrow: Vietnamese-American Lives
- John C. Walter, J. Raymond Jones pour The Harlem Fox: J. Raymond Jones and Tammany, 1920–1970
- John Norton pour Light at the End of the Bog
- José Emilio González pour Vivar a Hostos
- Sergei Kan pour Symbolic Immortality: The Tlingit Potlatch of the Nineteenth Century
- Lloyd A. Thompson pour Romans and Blacks
- Martin Bernal pour Black Athena: The Afroasiatic Roots of Classical Civilization
- Michelle T. Clinton, Sesshu Foster pour Invocation L.A.: Urban Multicultural Poetry
- Miles Davis pour Miles
- Paula Gunn Allen pour Spider Woman's Granddaughters: Traditional Tales and Contemporary Writing by Native American Women
- Shirley Geok-lin Lim, Mayumi Tsutakawa, Margarita Donnelly pour The Forbidden Stitch: An Asian American Women's Anthology
- Daniela Gioseffi pour Women on War (Essential Voices for the Nuclear Age)

1991
- Alejandro Murguía pour Southern Front
- Bell hooks pour Yearning: Race, Gender, and Cultural Politics
- Bruce Wright pour Black Robes, White Justice: Why Our Legal System Doesn't Work for Blacks
- Charley Trujillo pour Soldados: Chicanos in Viet Nam
- D. H. Melhem pour Heroism in the New Black Poetry: Introductions & Interviews
- Deborah Keenan pour Looking for Home: Women Writing About Exile
- Jessica Hagedorn pour Dogeaters
- John Edgar Wideman pour L'Incendie de Philadelphie
- Joy Harjo pour In Mad Love and War
- Karen Tei Yamashita pour Through the Arc of the Rain Forest
- Lucia Berlin pour Homesick: New and Selected Stories
- Mary Crow Dog pour Lakota Woman
- Meridel Le Sueur pour Harvest Song: Collected Essays and Stories
- Mill Hunk Herald Collective pour Overtime: Punchin' Out With the Mill Hunk Herald Magazine
- Nora Marks Dauenhauer, Richard Dauenhauer pour Haa Tuwunaagu Yis, for Healing Our Spirit: Tlingit Oratory
- R. Baxter Miller pour The Art and Imagination of Langston Hughes
- Thomas Centolella pour Terra Firma

1992
- A'Lelia Perry Bundles pour Madam C.J. Walker
- Art Spiegelman pour The Complete Maus: A Survivor's Tale
- Benjamin Alire Sáenz pour Calendar of Dust
- Donna Haraway pour Simians, Cyborgs, and Women: The Reinvention of Nature
- Fritjof Capra pour Belonging to the universe: Explorations on the frontiers of science and spirituality
- Jose Antonio Burciaga pour Undocumented Love/Amor Indocumentado: A Personal Anthology of Poetry
- Keith Gilyard pour Voices of the Self: A Study of Language Competence
- Lucy Thompson pour To the American Indian: Reminiscences of a Yurok Woman
- Norma Field pour In the Realm of a Dying Emperor: Japan at Century's End
- Peter Bacho pour Cebu
- Peter Kalifornsky pour Dena'ina Legacy: K'tl'egh'i Sukdu: The Collected Writings of Peter Kalifornsky
- Raymond Andrews pour Jessie and Jesus and Cousin Claire
- Sandra Scofield pour Beyond Deserving
- Sheila Hamanaka pour Journey
- Stephen R. Fox pour The Unknown Internment: An Oral History of the Relocation of Italian Americans During World War II
- Steven R. Carter pour Hansberry's Drama: Commitment Amid Complexity,
- Verlyn Klinkenborg pour The Last Fine Time
- William B. Branch, Amiri Baraka, August Wilson pour Black Thunder: An Anthology of African-American Drama

1993
- Asake Bomani, Belvie Rooks pour Paris Connections: African American Artists in Paris
- Christopher Mogil, Peter Woodrow pour We Gave Away a Fortune
- Cornel West pour Prophetic Thought in Postmodern Times
- Denise Giardina pour Unquiet Earth
- Diane Glancy pour Claiming Breath
- Eugene B. Redmond pour The Eye in the Ceiling
- Francisco X. Alarcón pour Snake Poems
- Gerald Graff pour Beyond the Culture Wars: How Teaching the Conflicts Can Revitalize American Education
- Jack Beatty pour The Rascal King: The Life and Times of James Michael Curley
- Leroy V. Quintana pour The History of Home
- Katherine Peter pour Neets'aii Gwiindaii: Living in the Chandalar Country
- Nelson George pour Elevating the Game: Black Men and Basketball
- Ninotchka Rosca pour Twice Blessed, a novel

1994
- Giose Rimanelli pour Benedetta in Guysterland
- Eric Drooker pour Flood!: A Novel in Pictures
- Graciela Limón pour In Search of Bernabe
- Gregory J. Reed pour Economic Empowerment Through the Church
- Janet Campbell Hale pour Bloodlines: Odyssey of a Native Daughter
- Jill Nelson pour Volunteer Slavery: My Authentic Negro Experience
- Lawson Fusao Inada pour Legends from Camp
- Nicole Blackman pour Aloud: Voices from the Nuyorican Poets Cafe
- Paul Gilroy pour The Black Atlantic: Modernity and Double-Consciousness
- Ronald Takaki pour A Different Mirror: A History of Multicultural America
- Rose L. Glickman pour Daughters of Feminists
- Tino Villanueva pour Scene from the Movie GIANT
- Virginia L. Kroll pour Wood-Hoopoe Willie

1995
- Abraham Rodriguez pour Spidertown, a novel
- Herb Boyd, Robert L. Allen pour Brotherman: The Odyssey of Black Men in America—An Anthology
- Denise Chavez pour Face of an Angel
- John Egerton pour Speak Now Against the Day: The Generation Before the Civil Rights Movement in the South
- John Ross pour Rebellion from the Roots: Indian Uprising in Chiapas
- Thomas Avena pour Life Sentences: Writers, Artists, and AIDS
- Linda Raymond pour Rocking the Babies, a novel
- Li-Young Lee pour The Winged Seed: A Remembrance
- Marianna De Marco Torgovnick pour Crossing Ocean Parkway
- Marnie Mueller pour Green Fires: Assault on Eden: A Novel of the Ecuadorian Rainforest
- Peter Quinn pour Banished Children of Eve, A Novel of Civil War New York
- Sandra Martz pour I Am Becoming the Woman I've Wanted
- Gordon Henry Jr. pour The Light People
- Tricia Rose pour Black Noise: Rap Music and Black Culture in Contemporary America

1996
- Agate Nesaule pour A Woman in Amber: Healing the Trauma of War and Exile
- Arthur Sze pour Archipelago
- Chang-Rae Lee pour Langue natale (Native Speaker)
- Chitra Banerjee Divakaruni pour Arranged Marriage
- E.J. Miller Laino pour Girl Hurt
- Glenn C. Loury pour One by One from the Inside Out: Race and Responsibility in America
- James W. Loewen pour Lies My Teacher Told Me: Everything Your American History Textbook Got Wrong
- Joe Sacco, Edward Saïd pour Palestine
- Kimiko Hahn pour The Unbearable Heart
- Maria Espinosa pour Longing
- Robert Viscusi pour Astoria
- Sherman Alexie pour Indian blues
- Ron Sakolsky, Fred Weihan Ho pour Sounding Off!: Music as Resistance / Rebellion / Revolution
- Stephanie Cowell pour The Physician of London: The Second Part of the Seventeenth-Century Trilogy of Nicholas Cooke
- William H. Gass pour The Tunnel

1997
- Alurista pour Et Tu ... Raza
- Derrick Bell pour Gospel Choirs: Psalms Of Survival In An Alien Land Called Home
- Dorothy Barresi pour The Post-Rapture Diner
- Guillermo Gomez-Pena pour The New World Border: Prophecies, Poems, and Loqueras for the End of the Century
- Louis Owens pour Nightland
- Martin Espada pour Imagine the Angels of Bread: Poems
- Montserrat Fontes pour Dreams of the Centaur, a novel
- Noel Ignatiev pour Race Traitor
- Shirley Geok-lin Lim pour Among the White Moon Faces: An Asian-American Memoir of Homelands
- Sunaina Maira pour Contours of the Heart: South Asians Map North America
- Thulani Davis pour Maker of Saints
- Tom De Haven pour Derby Dugan's Depression Funnies, a novel
- William M. Banks pour Black Intellectuals: Race and Responsibility in American Life
- Brenda Knight pour Women of the Beat Generation: The Writers, Artists and Muses at the Heart of a Revolution

1998
- Allison Adelle Hedge Coke pour Dog Road Woman
- Angela Y. Davis pour Blues Legacies and Black Feminism: Gertrude "Ma" Rainey, Bessie Smith, and Billie Holiday
- Brenda Marie Osbey pour All Saints: New and Selected Poems
- Don DeLillo pour Outremonde
- Jim Barnes pour On Native Ground: Memoirs and Impressions
- John A. Williams pour Safari West: Poems
- Nancy Rawles pour Love Like Gumbo
- Nora Okja Keller pour Compourt Woman
- Sandra Benitez pour Bitter Grounds, a novel
- Scott DeVeaux pour The Birth of Bebop: A Social and Musical History
- Thomas Lynch pour The Undertaking: Life Studies from the Dismal Trade

1999
- Alice McDermott pour Charming Billy
- Anna Linzer pour Ghost Dancing
- Brian Ward pour Just My Soul Responding: Rhythm and Blues, Black Consciousness, and Race Relations
- Chiori Santiago pour Home to Medicine Mountain
- E. Donald Two-Rivers pour Survivor's Medicine: Short Stories
- Edwidge Danticat pour The Farming of Bones
- Judith Roche, Meg McHutchison pour First Fish, First People: Salmon Tales of the North Pacific Rim
- Gioia Timpanelli pour Sometimes the Soul: Two Novellas of Sicily
- Gloria Naylor pour The Men of Brewster Place, a novel
- James D. Houston pour The Last Paradise
- Jerry Lipka, Gerald V. Mohatt, Ciulistet Group for Transforming the Culture of Schools: Yup¡k Eskimo Examples
- Trey Ellis pour Right Here, Right Now
- Josip Novakovich pour Salvation and Other Disasters
- Lauro Flores pour The Floating Borderlands: Twenty-Five Years of U.S. Hispanic Literature
- Luís Alberto Urrea pour Nobody's Son: Notes from an American Life
- Nelson George pour Hip Hop America: Hip Hop and the Molding of Black Generation X
- Speer Morgan pour The Freshour Cylinders
- Gary Gach pour What Book!?: Buddha Poems from Beat to Hiphop

Prix du livre pour enfants : Chiori Santiago, auteur, et Judith Lowry, illustrateur, Home to Medicine Mountain

### 2000 à 2009
2000
- Allan J. Ryan pour The Trickster Shift: Humour and Irony in Contemporary Native Art
- Andrés Montoya pour The Ice Worker Sings and Other Poems
- Camille Peri, Kate Moses pour Mothers Who Think: Tales of Real-Life Parenthood
- David A. J. Richards pour Italian American: The Racializing of an Ethnic Identity
- David Toop pour Exotica
- Elva Trevino Hart pour Barefoot Heart: Stories of a Migrant Child
- Emil Guillermo pour Amok: Essays from an Asian American Perspective; With an Introduction by Ishmael Reed
- Frank Chin pour The Chinaman Pacific & Frisco R.R. Co.
- Helen Thomas pour Front Row at the White House : My Life and Times
- Janisse Ray pour Ecology of a Cracker Childhood
- John Russell Rickford, Russell John Rickford pour Spoken Soul: The Story of Black English
- Leroy TeCube pour Year in Nam: A Native American Soldier's Story
- Lois-Ann Yamanaka pour Heads By Harry
- Michael Lally pour It's Not Nostalgia: Poetry & Prose
- Michael Patrick MacDonald pour All Souls: A Family Story from Southie
- Rahna Reiko Rizzuto pour Why She Left Us, a novel
- Robert Creeley pour The Collected Poems of Robert Creeley, 1975–2005

Prix du rédacteur en chef/éditeur : Ronald Sukenick
Journalisme : Jack E. White
Pour l'ensemble de son œuvre : Frank Chin
Pour l'ensemble de son œuvre : Robert Creeley
2001
- Amanda J. Cobb pour Listening to Our Grandmothers' Stories: The Bloomfield Academy for Chickasaw Females, 1852–1949
- Andrea Dworkin pour Scapegoat: The Jews, Israel, and Women's Liberation
- Carolyne Wright pour Seasons of Mangoes and Brainfire
- Chalmers Johnson pour Blowback, Second Edition: The Costs and Consequences of American Empire
- Cheri Register pour Packinghouse Daughter: A Memoir
- Chris Ware pour Jimmy Corrigan: The Smartest Kid on Earth
- Diana García pour When Living Was a Labor Camp
- Elizabeth Nunez pour Bruised Hibiscus
- Janet McAdams pour Island of Lost Luggage
- Philip Whalen pour Overtime: Selected Poems
- Russell Leong pour Phoenix Eyes and Other Stories
- Sandra M. Gilbert pour Kissing the Bread: New and Selected Poems, 1969–1999
- Ted Joans pour Teducation
- Tillie Olsen pour Silences
- William S. Penn pour Killing Time With Strangers

Prix du rédacteur en chef/éditeur : Malcolm Margolin
Pour l'ensemble de son œuvre : Ted Joans
Pour l'ensemble de son œuvre : Tillie Olsen
Pour l'ensemble de son œuvre : Philip Whalen
2002
- Aaron A. Abeyta, Colcha
- Susanne Antonetta, The Body Toxic: An Environmental Memoir
- Rilla Askew, Fire in Beulah
- Tananarive Due, The Living Blood
- Gloria Frym, Homeless at Home
- Dana Gioia, Interrogations at Noon
- LeAnne Howe, Shell Shaker
- Alex Kuo, Lipstick and Other Stories
- Michael N. Nagler, Is There No Other Way? The Search for a Nonviolent Future
- Donald Phelps, Reading the Funnies : Looking at Great Cartoonists Throughout the First Half of the 20th Century
- Al Young, The Sound of Dreams Remembered: Poems, 1990–2000

Livre pour enfants : Jessel Miller, Angels in the Vineyards
Pour l'ensemble de son œuvre : Lerone Bennett
Pour l'ensemble de son œuvre : Jack Hirschman
2003
- Kevin Baker, Paradise Alley
- Debra Magpie Earling, Perma Red
- Daniel Ellsberg, Secrets: A Memoir of Vietnam and the Pentagon Papers
- Rick Heide, ed., Under the Fifth Sun: Latino Literature from California
- Igor Krupnik, Willis Walunga, Vera Metcalf, and Lars Krutak, eds., Akuzilleput Igaqullghet, Our Words Put to Paper: Sourcebook in St. Lawrence Island Yupik Heritage and History
- Alejandro Murguía, This War Called Love: Nine Stories
- Jack Newfield, The Full Rudy: The Man, the Myth, the Mania
- Joseph Papaleo, Italian Stories
- Eric Porter, What Is This Thing Called Jazz?: African American Musicians as Artists, Critics, and Activists
- Jewell Parker Rhodes, Douglass' Women, a novel
- Rachel Simon, Riding the Bus with My Sister: A True Life Journey
- Velma Wallis, Raising Ourselves: A Gwich'in Coming of Age Story from the Yukon River

Editor: Max Rodriguez, QBR: The Black Book Review (www.qbr.com)
2004
- Diana Abu-Jaber, Crescent, a novel
- David Cole, Enemy Aliens: Double Standards And Constitutional Freedoms In The War On Terrorism
- Charisse Jones et Kumea Shorter-Gooden, Shifting: The Double Lives of Black Women in America
- Kristin Hunter Lattany, Breaking Away
- A. Robert Lee, Multicultural American Literature: Comparative Black, Native, Latino/a and Asian American Fictions
- Diane Sher Lutovich, What I Stole
- Ruth Ozeki, All Over Creation
- Renato Rosaldo, Prayer to Spider Woman / Rezo a la Mujer Arana
- Scott Saul, Freedom Is, Freedom Ain't: Jazz and the Making of the Sixties
- Michael Walsh, And All the Saints

2005
- Bernard W. Bell, The Contemporary African American Novel: Its Folk Roots And Modern Literary Branches
- Cecelie Berry, Rise Up Singing: Black Women Writers on Motherhood
- Jeff Chang,  Can't Stop Won't Stop: A History of the Hip-Hop Generation
- Julie Chibbaro, Redemption
- Richard A. Clarke, Against All Enemies: Inside America's War on Terror
- Alisha S. Drabek et Karen R. Adams,  The Red Cedar of Afognak, A Driftwood Journey
- Ralph M. Flores, The Horse in the Kitchen: Stories of a Mexican-American Family
- Hiroshi Kashiwagi, Swimming in the American: A Memoir And Selected Writings
- Robert F. Kennedy Jr., Crimes Against Nature: How George W. Bush and His Corporate Pals Are Plundering the Country and Hijacking Our Democracy
- Don Lee, Country of Origin, a novel
- Lamont B. Steptoe, A Long Movie of Shadows
- Don West, No Lonesome Road: Selected Prose and Poems, eds. Jeff Biggers et George Brosi

Journalism: Bill Berkowitz
2006
- MacKenzie Bezos, The Testing of Luther Albright, a novel
- Matt Briggs, Shoot the Buffalo
- David P. Diaz, The White Tortilla: Reflections of a Second-Generation Mexican-American
- Darryl Dickson-Carr, The Columbia Guide to Contemporary African American Fiction
- Thomas Ferraro, Feeling Italian: The Art of Ethnicity in America
- Tim Z. Hernandez, Skin Tax
- Josh Kun, Audiotopia: Music, Race, and America
- P. Lewis, Nate
- Peter Metcalfe, Gumboot Determination: The Story of the Southeast Alaska Regional Health Consortium
- Kevin J. Mullen, The Toughest Gang in Town: Police Stories from Old San Francisco
- Doris Seale et Beverly Slapin, eds., A Broken Flute: The Native Experience in Books for Children
- Matthew Shenoda, Somewhere Else
- Carlton T. Spiller, Scalding Heart

Editor: Chris Hamilton-Emery, Salt Publishing Ltd.
Pour l'ensemble de son œuvre : Jay Wright 
2007
- Daniel Cassidy, How the Irish Invented Slang: The Secret Language of the Crossroads
- Michael Eric Dyson, Come Hell or High Water: Hurricane Katrina and the Color of Disaster
- Rigoberto Gonzalez, Butterfly Boy: Memories of a Chicano Mariposa
- Reyna Grande, Across a Hundred Mountains, a novel
- Ernestine Hayes, Blonde Indian: An Alaska Native Memoir
- Patricia Klindienst, The Earth Knows My Name: Food, Culture, and Sustainability in the Gardens of Ethnic Americans
- Gary Panter, Jimbo's Inferno
- Jeffrey F. L. Partridge, Beyond Literary Chinatown
- Judith Roche, Wisdom of the Body
- Kali Vanbaale, The Space Between

2008
- Moustafa Bayoumi, How Does It Feel to Be a Problem Being Young and Arab in America
- Douglas A. Blackmon, Slavery by Another Name: The Re-Enslavement of Black Americans from the Civil War to World War II
- Jonathan Curiel, Al’ America: Travels Through America's Arab and Islamic Roots
- Nora Marks Dauenhauer, Richard Dauenhauer, Lydia T. Black, et Anóoshi Lingít Aaní Ká, Russians in Tlingit America: The Battles of Sitka, 1802 and 1804
- Maria Mazziotti Gillan, All That Lies Between Us
- Nikki Giovanni, The Collected Poetry of Nikki Giovanni: 1968–1998
- C. S. Giscombe, Prairie Style
- Angela Jackson, Where I Must Go, a novel
- L. Luis Lopez, Each Month I Sing
- Tom Lutz, Doing Nothing: A History of Loafers, Loungers, Slackers, and Bums in America
- Fae Myenne Ng, Steer Toward Rock
- Yuko Taniguchi, The Ocean in the Closet
- Lorenzo Thomas, Don't Deny My Name: Words and Music and the Black Intellectual Tradition, ed. Aldon Lynn Nielsen
- Frank B. Wilderson III, Incognegro: A Memoir of Exile and Apartheid

Pour l'ensemble de son œuvre : J. J. Phillips, Author of Mojo Hand: An Orphic Tale
2009
- Houston A. Baker Jr., Betrayal: How Black Intellectuals Have Abandoned the Ideals of the Civil Right Era
- Danit Brown, Ask for a Convertible
- Jericho Brown, Please
- José Antonio Burciaga, The Last Supper of Chicano Heroes: Selected Works of José Antonio Burciaga, eds. Mimi R. Gladstein et Daniel Chacón
- Claire Hope Cummings, Uncertain Peril: Genetic Engineering and the Future of Seeds
- Stella Pope Duarte, If I Die in Juarez
- Linda Gregg, All of It Singing: New and Selected Poems
- Suheir Hammad, Breaking Poems
- Richard Holmes, The Age of Wonder
- George E. Lewis, A Power Stronger than Itself: The A.A.C.M. and American Experimental Music
- Patricia Santana, Ghosts of El Grullo
- Jack Spicer, My Vocabulary Did This to Me: The Collected Poetry of Jack Spicer, ed. Peter Gizzi et Kevin Killian

Pour l'ensemble de son œuvre : Miguel Algarín

### 2010 à aujourd'hui
2010
- Amiri Baraka, Digging: The Afro-American Soul of American Classical Music
- Sherwin Bitsui, Flood Song
- Nancy Carnevale, A New Language, A New World: Italian Immigrants in the United States, 1890–1945
- Dave Eggers, Zeitoun
- Sesshu Foster, World Ball Notebook
- Stephen D. Gutierrez, Live from Fresno y Los
- Victor LaValle, The Big Machine
- François Mandeville, This Is What They Say, traduit par Ron Scollon du Chipewyan
- Bich Minh Nguyen, Short Girls
- Franklin Rosemont et Robin D. G. Kelley, eds., Black, Brown, & Beige: Surrealist Writings from Africa and the Diaspora
- Jerome Rothenberg et Jeffrey C. Robinson, eds., Poems for the Millennium: Volume Three: The University of California Book of Romantic and Postromantic Poetry
- Kathryn Waddell Takara, Pacific Raven: Hawai`i Poems
- Pamela Uschuk, Crazy Love: New Poems

Pour l'ensemble de son œuvre : Katha Pollitt
Pour l'ensemble de son œuvre : Quincy Troupe
2011
- Keith Gilyard, John Oliver Killens
- Akbar Ahmed, Journey Into America: The Challenge of Islam
- Camille Dungy, Suck on the Marrow
- Karen Tei Yamashita, I Hotel
- William W. Cook et James Tatum, African American Writers and Classical Tradition
- Gerald Vizenor, Shrouds of White Earth
- Eric Gansworth, Extra Indians
- Ivan Argüelles, The Death of Stalin
- Geoffrey Alan Argent, ed., The Complete Plays of Jean Racine: Volume 1: The Fratricides, traduit du français par Argent
- Neela Vaswani, You Have Given Me a Country
- Sasha Pimentel Chacón, Insides She Swallowed
- Miriam Jiménez Román et Juan Flores, eds., The Afro-Latin@ Reader: History of Culture in the United States
- Carmen Giménez Smith, Bring Down the Little Birds

Pour l'ensemble de son œuvre : Luis Valdez
Pour l'ensemble de son œuvre : John A. Williams
2012
Les 32e American Book Awards sont officiellement annoncés le 16 octobre 2012 à l'université de Californie à Berkeley.
Pour l'ensemble de son œuvre : Eugene B. Redmond
- Annia Ciezadlo, Day of Honey: A Memoir of Food, Love, and War
- Arlene Kim, What Have You Done to Our Ears to Make Us Hear Echoes?
- Ed Bok Lee, Whorled
- Adilifu Nama, Super Black: American Pop Culture and Black Superheroes
- Rob Nixon, Slow Violence and the Environmentalism of the Poor
- Shann Ray, American Masculine
- Alice Rearden, translator; Ann Fienup-Riordan, ed., Qaluyaarmiuni Nunamtenek Qanemciput: Our Nelson Island Stories
- Touré, Who’s Afraid of Post-Blackness? What It Means to Be Black Now
- Amy Waldman, Un concours de circonstances (The Submission)
- Mary Winegarden, The Translator’s Sister
- Kevin Young, Ardency: A Chronicle of the Amistad Rebels

2019
- Tommy Orange, There There

## Source de la traduction
- (en) Cet article est partiellement ou en totalité issu de l’article de Wikipédia en anglais intitulé « American Book Awards » (voir la liste des auteurs).